# Římskokatolická farnost – děkanství Litvínov

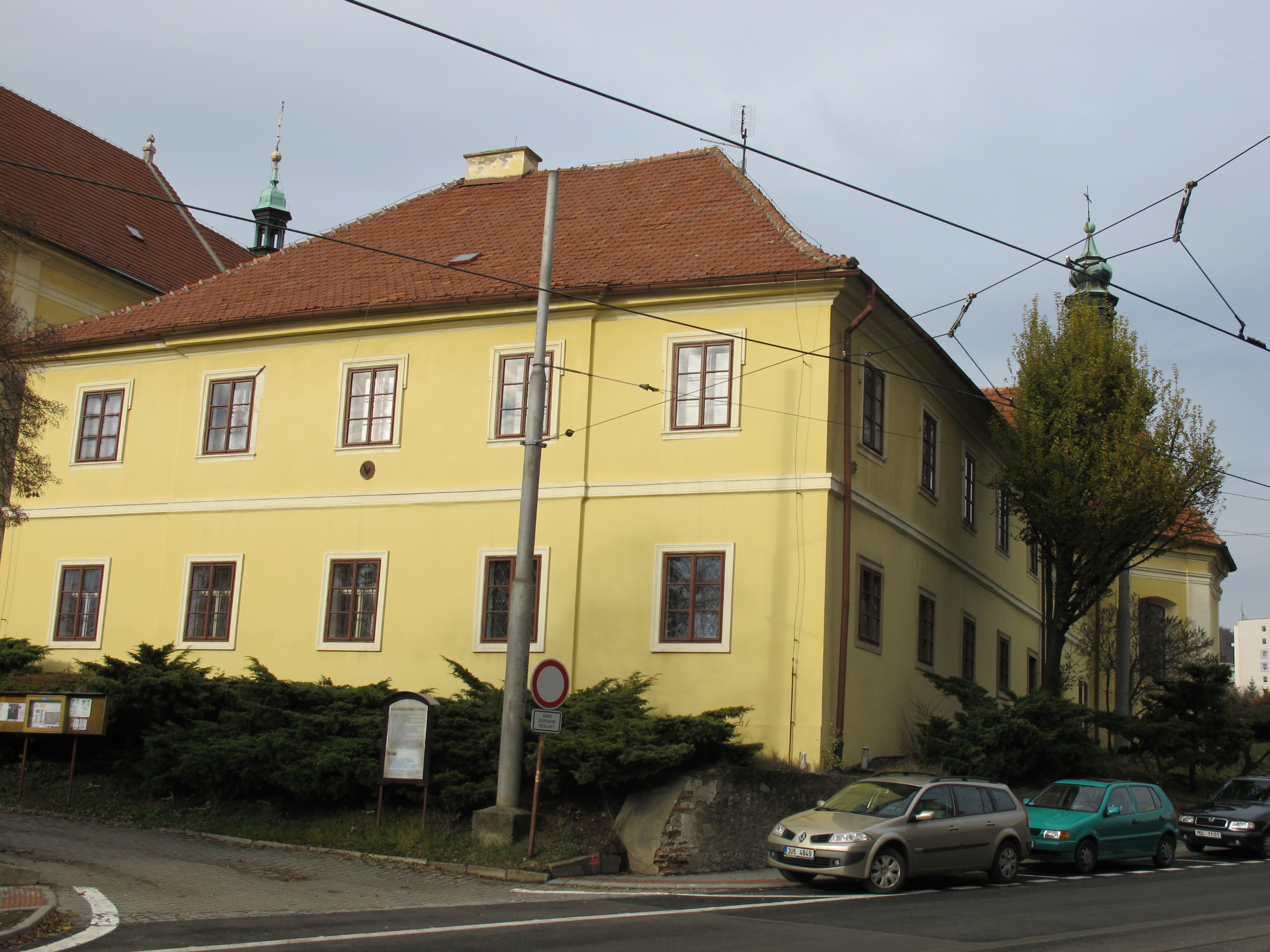
Budova litvínovského děkanství

Římskokatolická farnost – děkanství Litvínov (lat. Oberleutensdorfium) je církevní správní jednotka sdružující římské katolíky na území města Litvínov a v jeho okolí. Organizačně spadá do krušnohorského vikariátu, který je jedním z 10 vikariátů litoměřické diecéze. Centrem farnosti je děkanský kostel svatého Michaela archanděla v Litvínově.

## Historie farnosti
Již před rokem 1384 byla v místě plebánie. Fara byla obnovena kolem roku 1652. Od roku 1684 jsou vedeny matriky. Roku 1917 byla farnost povýšena na děkanství.
Děkanství bylo, jakožto duchovní centrum, zvláště od 50. let 20. století do 31. prosince 2012, středem tzv. litvínovského farního obvodu, z něho byly v různých etapách spravovány okolní farnosti. Před zánikem litvínovského farního obvodu jimi byly farnosti: Brandov, Český Jiřetín, Dolní Jiřetín (spravovaná in spiritualibus), Fláje, Hora Svaté Kateřiny, Horní Jiřetín (spravovaná in spiritualibus), Klíny, Malý Háj a Nová Ves v Horách.
Od 1. ledna 2013 litvínovské děkanství afilovalo farnosti Fláje, Klíny a Český Jiřetín; zatímco farnost Horní Jiřetín se osamostatnila a afilovala farnosti Brandov, Dolní Jiřetín, Hora Svaté Kateřiny, Malý Háj a Nová Ves v Horách.

### Duchovní správcové vedoucí farnost
Začátek působnosti jmenovaného v duchovní správě farnosti od:
- 1670 Christoph. Paul. Bergmann
- 1672 Georgius Tengel
- 1678 Christ. Graupner
- 1681 J. W. Laveni
- 1683 Joannes Franciscus Koelert
- 1719 Antonius Dreißig
- 1726 Georgius Milde
- 1762 Ferdinandus Kayl
- 1769 W. Strobel
- 1773 Joannes Adalb. baron Hegenmüller de Dubenweilern
- 1785 Wenc. Helbig, † 31. 1. 1820
- 1820 Jos. Schara, n. 9. 12. 1766 Holubicens., o. 19. 12. 1790, † 25. 9. 1832
- 1821 Ioann. Liebscher, n. 4. 8. 1779 Moldau, o. 8. 9. 1804, † 26. 2. 1837
- 1837 Jos. Neubner, n. 25. 7. 1779 Obergeorgenthal., o. 7. 9. 1802, † 27. 6. 1867
- 1856 Franc. Habel, n. 22. 4. 1812 Proschwic., o. 25. 7. 1843, † 14. 10.1884
- 1884 Karl Rihl, n. 25. 10. 1849 B. Kamnitz, o. 19. 7. 1873, † 29. 12. 1902
- 1903 Karl Musch, n. 3. 7. 1861 Pont., o. 11. 5. 1884, † 19. 7. 1943
- 1. 2. 1942 Jos. Will, n. 27. 2. 1901 Straubing, o. 26. 7. 1929
- 1. 10. 1945 František Tomiga, n. 17. 10. 1905, † 14. 12. 1969
- 1. 9. 1950 František Rabas, n. 20. 9. 1901, † 3. 11. 1969 Mnichov
- 1. 3. 1951 Oldřich Vinduška, n. 4. 1. 1918, o. 28. 6. 1942, † 25. 9. 2007
- 1. 8. 2007 Grzegorz Czerny, admin., od 1. 10. 2015 děkan[3]

Kromě kněží stojících v čele farnosti, působili ve farnosti v průběhu její historie i jiní kněží. Většinou pracovali jako farní vikáři, kaplani, katecheté, výpomocní duchovní aj.

#### Galerie duchovních

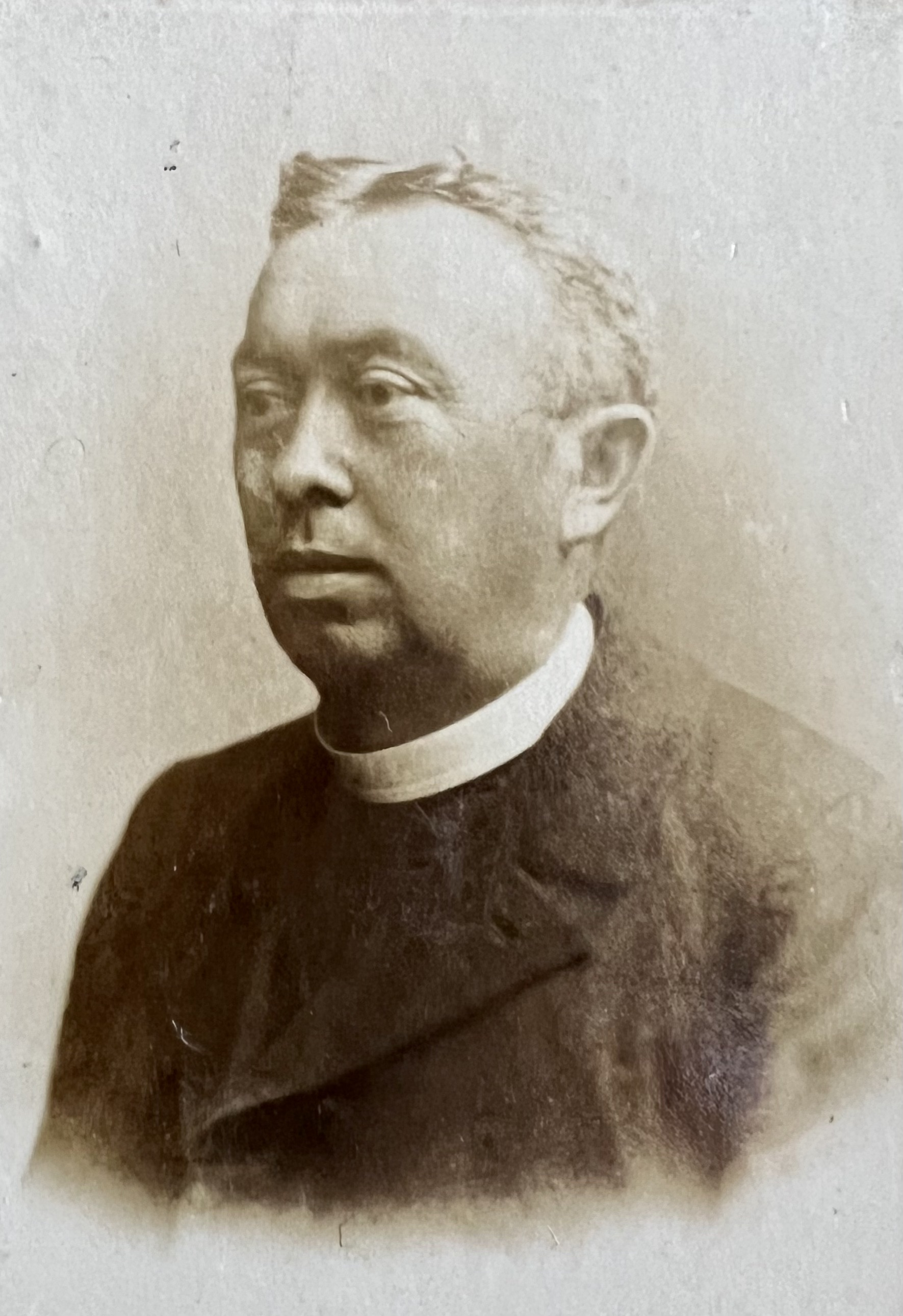
Karl Musch
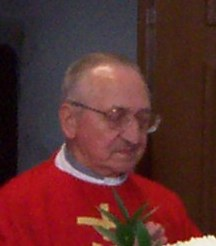
Oldřich Vinduška
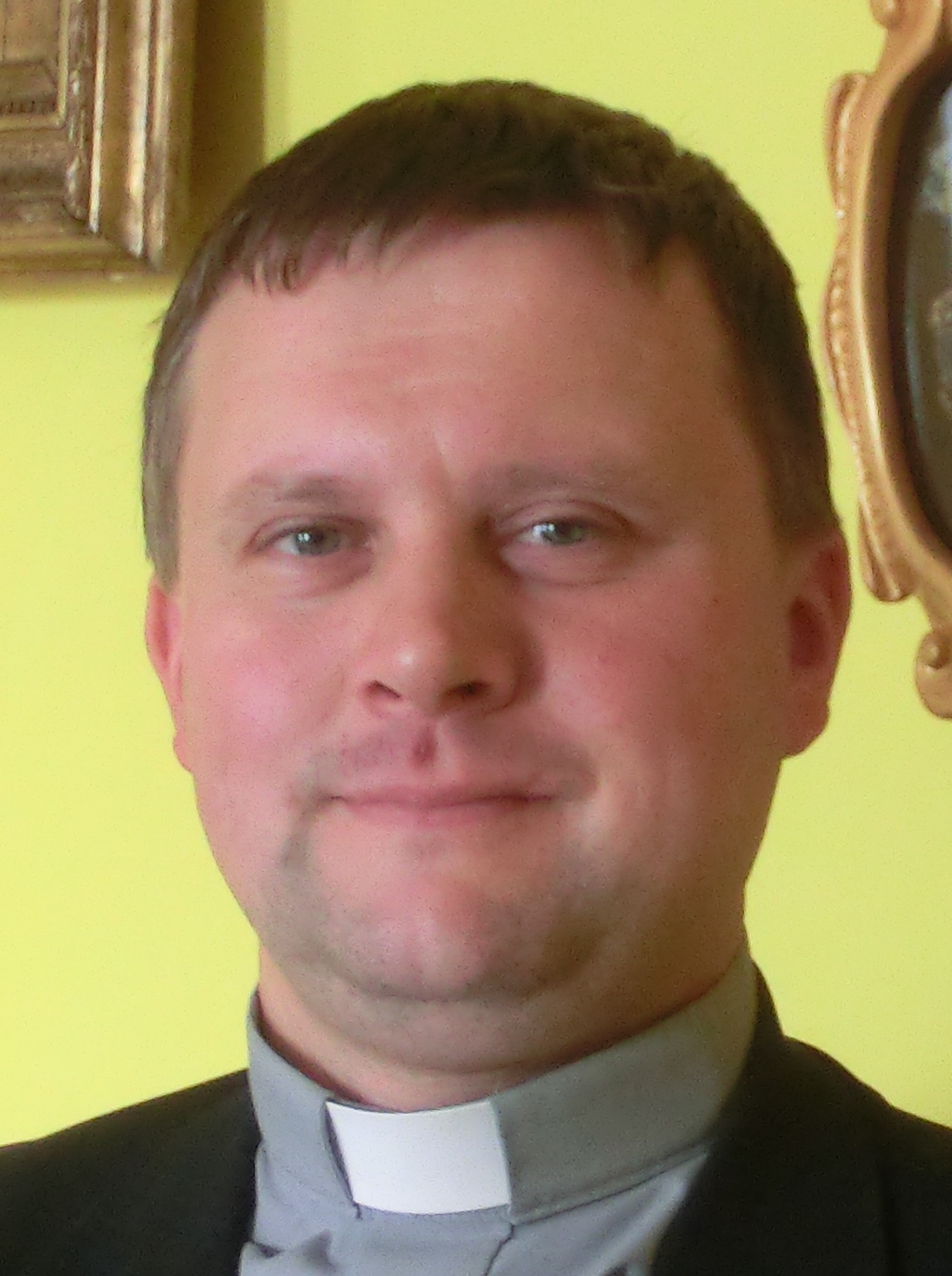
Grzegorz Czerny

## Území farnosti
Do farnosti náleží území obcí:
- Český Jiřetín (Georgendorf)[p 3]
- Dolní Litvínov (Niederleutensdorf)[p 3]
- Fláje (Fleyh)[p 3]
- Horní Litvínov (Oberleutensdorf)[p 3]
- Horní Ves (Oberdorf)[p 3]
- Chudeřín (Bergesgrün)[p 3]
- Klíny (Göhren)[p 3]
- Lipětín (Lindau)[p 3]
- Louka u Litvínova (Wiese)[p 3]
- Lounice (Launitz)[p 3]
- Mackov (Matzdorf)[p 3]
- Meziboří (Schönbach)[p 3]
- Nová Ves (Willersdorf)[p 3]
- Písečná (Sandl)[p 3]
- Rašovem (Rascha)[p 3]
- Sedlem (Zettel)[p 3]
- Šumná (Rauschengrund)[p 3]

## Římskokatolické sakrální stavby na území farnosti
| | Fotografie | Stavba                          | Místo                                            | Bohoslužby                      | Zeměpisné souřadnice             | Status          | Číslo kulturní památky           |
| Kostely | Kostely    | Kostely                         | Kostely                                          | Kostely                         | Kostely                          | Kostely         | Kostely                          |
| --- | ---------- | ------------------------------- | ------------------------------------------------ | ------------------------------- | -------------------------------- | --------------- | -------------------------------- |
| 1. |            | Kostel sv. Michaela archanděla  | Litvínov                                         | bližší informace o bohoslužbách | 50°35′57″ s. š., 13°36′50″ v. d. | farní kostel    | 43129/5-359 (Pk•MIS•Sez•Obr•WD)  |
| 2. |            | Kostel sv. Jana Křtitele        | původně ve Flájích, přesunut do Českého Jiřetína | bližší informace o bohoslužbách | 50°42′23″ s. š., 13°32′38″ v. d. | filiální kostel | 43327/5-317 (Pk•MIS•Sez•Obr•WD)  |
| 3. |            | Kostel Nejsvětějšího Srdce Páně | Lom                                              | bližší informace o bohoslužbách | 50°35′36″ s. š., 13°39′30″ v. d. | filiální kostel | 49079/5-5798 (Pk•MIS•Sez•Obr•WD) |
| Kaple |            |                                 |                                                  |                                 |                                  |                 |                                  |
| 4. |            | Kaple sv. Antonína Paduánského  | Louka u Litvínova                                | bližší informace o bohoslužbách | 50°35′11″ s. š., 13°38′19″ v. d. | obecní kaple    | 102588 (Pk•MIS•Sez•Obr•WD)       |
| 5. |            | Kaple Nejsvětější Trojice       | Horní Lom                                        | bližší informace o bohoslužbách | 50°36′40″ s. š., 13°38′54″ v. d. | kaple           | 11814/5-5797 (Pk•MIS•Sez•Obr•WD) |
| Zaniklé sakrální stavby v období komunistické totality ve 20. století ve farnosti – děkanství Litvínov |            |                                 |                                                  |                                 |                                  |                 |                                  |
| 6. |            | Kaple Navštívení Panny Marie    | Lipětín                                          | nelze sloužit                   | 50°34′32″ s. š., 13°37′26″ v. d. | zbořená kaple   | —                                |
| Některé drobné sakrální stavby a pamětihodnosti lze dohledat zde v databázi Drobné sakrální památky Zaniklé sakrální stavby lze dohledat zde v databázi Poškozené a zničené kostely, kaple a synagogy v České republice |            |                                 |                                                  |                                 |                                  |                 |                                  |

Ve farnosti se nacházejí také další drobné sakrální stavby a pamětihodnosti. Historicky se na území farnosti, včetně afilovaných farností, nacházelo větší množství kostelů, kaplí, kapliček a dalších sakrálních objektů. Velká část z nich byla zbořena nebo poškozena v 2. polovině 20. století v důsledku těžby hnědého uhlí, výstavby vodní nádrže Fláje a průmyslových podniků.